# Alberto Fujimori
Alberto Kenya Fujimori Inomoto (en japonés: 藤森 謙也, romanizado: Fuyimori Ken'ya; Lima, 26 de julio de 1938-Lima, 11 de septiembre de 2024) fue un político peruano de ascendencia japonesa, que gobernó el Perú desde el 28 de julio de 1990 hasta su destitución por el Congreso el 21 de noviembre de 2000. Su mandato derivó en una dictadura cívico-militar tras el autogolpe de Estado que él mismo lideró en 1992. Dicho régimen se caracterizó por la imposición de un drástico programa de reformas neoliberales, el uso sistemático de la propaganda, una corrupción política endémica y la perpetración de graves violaciones de los derechos humanos, por las cuales fue juzgado y condenado.
Sus partidarios le atribuyen haber frenado la hiperinflación heredada del gobierno anterior mediante la aplicación de un severo ajuste económico conocido como Fujishock, así como la desarticulación de las organizaciones terroristas Sendero Luminoso y MRTA. No obstante, estos resultados se lograron a costa de la supresión de las instituciones democráticas, la implantación de una nueva Constitución en 1993 para consolidar su poder, y la ejecución de una estrategia contrasubversiva que incluyó crímenes de lesa humanidad. Los programas asistencialistas de su gobierno, dirigidos a sectores empobrecidos, han sido señalados como herramientas de clientelismo político para asegurar lealtad popular, en un contexto de creciente control autoritario.
Tras su sorpresiva victoria en las elecciones de 1990, Fujimori abandonó sus promesas de campaña y alineó sus intereses con los de las élites económicas y las Fuerzas Armadas. Su gobierno estuvo marcado desde el inicio por la influencia de su asesor Vladimiro Montesinos, jefe de facto del Servicio de Inteligencia Nacional, quien fue el artífice de la red de corrupción que operó desde el Estado. Tras el autogolpe, su régimen se rigió por directrices del militarista Plan Verde, que contemplaba políticas como las esterilizaciones forzadas a poblaciones vulnerables. Fue reelegido en 1995 y, de manera fraudulenta, en las elecciones de 2000.
En 2000, acorralado por el escándalo de los vladivideos que exponían la corrupción sistemática de su gobierno, Fujimori huyó a Japón amparándose en su doble nacionalidad y renunció a la presidencia por fax. El Congreso peruano rechazó su dimisión y procedió a destituirlo por «incapacidad moral permanente». Fue detenido en Chile en 2005 y extraditado al Perú, donde fue condenado a 25 años de prisión como autor mediato de los delitos de homicidio calificado y secuestro agravado por las masacres de Barrios Altos y La Cantuta, y los secuestros del periodista Gustavo Gorriti y el empresario Samuel Dyer Ampudia.
En 2017, recibió un indulto humanitario otorgado por el presidente Pedro Pablo Kuczynski, que posteriormente se reveló como un canje de favores políticos para evitar la destitución de este último. Dicho indulto fue anulado por la justicia, pero restituido en 2023 por un Tribunal Constitucional de composición afín al fujimorismo, lo que permitió su excarcelación. A pesar de su condena e inhabilitación, intentó reinsertarse en la política. Fujimori, cuya figura y legado político, el fujimorismo, continúan siendo un factor de profunda división en el Perú, falleció en Lima a los 86 años a causa de un cáncer de lengua.

## Primeros años
Alberto Fujimori nació en la ciudad de Lima, en Perú el 26 de julio de 1938, en el seno de una familia de clase media, siendo hijo de Alberto Fujimori (nacido Naoichi Minami) y Mutsue Inomoto, ambos nativos de Kumamoto, en Japón, quienes emigraron a Perú en 1934 en busca de trabajo y mejores condiciones de vida.
Fujimori realizó sus estudios escolares en el Colegio Nuestra Señora de la Merced, La Rectora y en la Gran Unidad Escolar Alfonso Ugarte en Lima. Cursó sus estudios de Agronomía en la Universidad Nacional Agraria La Molina en 1957, donde se graduó de ingeniero agrónomo en 1961, primero de su promoción. En 1964, estudió Física Pura en la Universidad de Estrasburgo en Francia, y posteriormente siguió un posgrado en la Universidad de Wisconsin-Milwaukee en Estados Unidos donde obtuvo el grado de máster en Ciencias Matemáticas en 1969.
Regresó a la Universidad Nacional Agraria para ser profesor y posteriormente llegó a ser decano de la Facultad de Ciencias de esta universidad. Posteriormente en 1984, fue elegido rector, cargo que ocupó hasta 1989. Durante este periodo también asumió en 1987 el cargo de presidente de la Asamblea Nacional de Rectores y fue anfitrión del programa de televisión de debate llamado Concertando (1987-1989) transmitido por Televisión Nacional de Perú.

## Nacionalidad
A finales de la década de los noventa hubo investigaciones periodísticas acerca de la nacionalidad de Alberto Fujimori, ya que se dudaba si tenía nacionalidad peruana o japonesa.
Su padre, Naoichi Fujimori, lo inscribió en el registro familiar japonés Koseki el 2 de agosto de 1938 ante el consulado de Japón en el Perú. El koseki es un equivalente a la partida de nacimiento. Debido a ello, obtuvo el derecho a la nacionalidad japonesa de nacimiento, la cual fue reconocida por el Estado de Japón a solicitud de Fujimori en el 2000. Así pues, tenía doble nacionalidad: peruano-japonesa, ambas de nacimiento.
El Koseki Fujimori detalla que Kenya Fujimori (Alberto Fujimori) es el hijo mayor de Naoichi y Mutsue Fujimori, nacido el 26 de julio de 1938 en Surco, provincia de Lima, Perú. Su padre es hijo natural de Kajuu Minami y su esposa Toki (abuelos naturales de Alberto Fujimori). Sin embargo, Naoichi fue adoptado el 28 de noviembre de 1911 por Kintaro Fujimori y su esposa Hagi (abuelos adoptivos de Alberto Fujimori).
Cabe resaltar que todos aquellos nacidos de padres japoneses antes de 1 de enero de 1985 registrados en el Koseki a los tres meses del nacimiento «reservan la nacionalidad japonesa» sin que se efectúe ningún trámite adicional. Las personas en esta condición no necesitan declarar su elección de nacionalidad para conservar la nacionalidad japonesa, ya que la Ley de Nacionalidad Japonesa entiende que: La falta de dicha declaración, es equivalente a la elección automática de la nacionalidad japonesa.
Antes de asumir la presidencia, en julio de 1990, Fujimori visitó la ciudad de Kawachi, donde se rumorea que podría tener raíces locales de su familia. El alcalde de Kawachi, Shunji Shimazu, proclamó a Fujimori «ciudadano honorario» ante una audiencia de aproximadamente 800 personas reunidas en una escuela local.
En el 2006 ingresó a Chile con pasaporte peruano, utilizando la peruana como nacionalidad activa y la japonesa como nacionalidad pasiva.

## Vida política

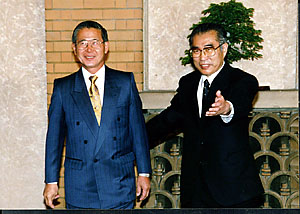
Alberto Fujimori y Keizō Obuchi en 1999.

A finales de la década de 1980, las Fuerzas Armadas del Perú crearon el Plan Verde, una estrategia clandestina destinada a esterilizar a las poblaciones empobrecidas e indígenas, controlar o censurar la prensa nacional y establecer una economía neoliberal bajo el gobierno de la junta militar. En un principio, los planificadores militares se abstuvieron de dar un golpe de Estado, anticipándose a la elección de Mario Vargas Llosa, un candidato neoliberal, en las elecciones generales de Perú de 1990.
La carrera política de Alberto Fujimori comenzó en 1990, cuando se presentó a las elecciones presidenciales como líder del partido Cambio 90, que había fundado el año anterior. Fujimori, entonces un desconocido político, cosechó el apoyo inicial de sectores marginados de la sociedad peruana, pequeños empresarios y algunas iglesias evangélicas que se incorporaban a la política peruana. Durante la campaña electoral de 1990, Fujimori recibió un importante apoyo del gobierno de Alan García. Los medios de comunicación progubernamentales apoyaron a Fujimori y criticaron a Vargas Llosa y a su partido, el Frente Democrático (Fredemo), pero guardaron silencio sobre las acusaciones de evasión fiscal contra Fujimori. El presidente García había ordenado al general Edwin Díaz, jefe del Servicio de Inteligencia Nacional (SIN), que ayudara a Fujimori proporcionándole información sobre la vulnerabilidad de Vargas Llosa y otros dirigentes del Fredemo.
En la primera vuelta de las elecciones de abril de 1990, Fujimori obtuvo el 29.9 % de los votos y pasó a la segunda vuelta contra Vargas Llosa, que lideraba el Fredemo. Fujimori se opuso a las políticas neoliberales propuestas por Vargas Llosa. Durante este periodo, Fujimori empezó a colaborar con Vladimiro Montesinos. Montesinos, contratado inicialmente por la esposa de Fujimori, Susana Higuchi, la ayudó en polémicos negocios inmobiliarios, lo que llevó a la desaparición de los papeles del caso y a la retirada de las acusaciones de evasión fiscal. Esto marcó el inicio de la relación Fujimori-Montesinos.
Fujimori recibió transcripciones de grabaciones telefónicas realizadas por el SIN y detalles sobre los planes de la oposición para la segunda vuelta, supuestamente encontrados en la basura de la sede de campaña de Vargas Llosa. Estos documentos revelaban, entre otras cosas, la intención de Vargas Llosa de atacar a Fujimori durante un próximo debate televisado por carecer de programa de gobierno. El SIN proporcionó a Fujimori detalles sobre su oponente, como la confesión de haber consumido marihuana en su juventud y de haber apoyado en el pasado al gobierno militar izquierdista de Juan Velasco Alvarado. Esta información permitió a Fujimori cambiar las tornas, debilitando a Vargas Llosa durante el debate.
El 10 de junio de 1990, Alberto Fujimori derrotó a Mario Vargas Llosa con el 62.32 % de los votos. Tras asumir el poder, Fujimori abandonó la plataforma económica de su campaña y adoptó políticas neoliberales más agresivas que las que había propuesto su competidor. Poco después de las elecciones de 1990, Vladimiro Montesinos, abogado y excapitán del ejército, se ganó aún más la confianza del presidente electo Fujimori al presentarle el Plan Verde. Preocupado por un posible golpe de Estado, Fujimori se apoyó cada vez más en Montesinos, que más tarde asumió un papel fundamental. A falta de un plan de gobierno propio, Fujimori adoptó muchas de las políticas esbozadas en el Plan Verde, integrando a los militares como socios clave de su régimen.
Fujimori ha sido el líder de siete agrupaciones políticas distintas: el movimiento Cambio 90, el movimiento Nueva Mayoría, el movimiento Vamos Vecino, la alianza Perú 2000, el partido Sí Cumple, el partido Perú Patria Segura y la Alianza por el Futuro. Además, buscó sin éxito una curul en el Senado japonés por el partido Kokumin Shintō. En el 2011, aún contaba con la simpatía de un sector de la población de Perú y en las elecciones del 2011, Fuerza 2011 la coalición que agrupa a los partidos fujimoristas, obtuvo la segunda mayoría con treinta y siete escaños en el Parlamento Unicameral (130). En las elecciones generales de 2016, la agrupación fujimorista bajo el nombre de Fuerza Popular, liderada por su hija Keiko Fujimori obtuvo setenta y tres escaños en el Parlamento Unicameral de ciento treinta (56 %), que le aseguraron mayoría absoluta.

### Gobierno

#### Primer gobierno (1990-1995)
Fujimori inició su gobierno el 28 de julio de 1990. Pronto se desvinculó de los grupos evangélicos (Carlos García García) e informales que lo habían apoyado inicialmente y debido a la falta de cuadros gubernamentales, su política de gobierno dependió de la asesoría del ejecutivo de los Estados Unidos y del Fondo Monetario Internacional (FMI), que enviaron especialistas para aplicar sus planes de shock económico. Es en estas circunstancias que su asesor, el excapitán Vladimiro Montesinos, empieza a ocupar un rol preponderante en su gobierno.
Los principales hechos del primer gobierno fueron controlar la hiperinflación (en 1989 la inflación anual fue del 2775 %), minimizar la violencia política y de terror, la privatización de algunas empresas del estado, la disolución del Congreso, la aprobación de una nueva Constitución en 1993, la derrota de los grupos terroristas Sendero Luminoso y MRTA (Movimiento Revolucionario Túpac Amaru), y las reformas económicas introducidas en la economía para su recuperación.

##### Fujishock y cambio de política macroeconómica

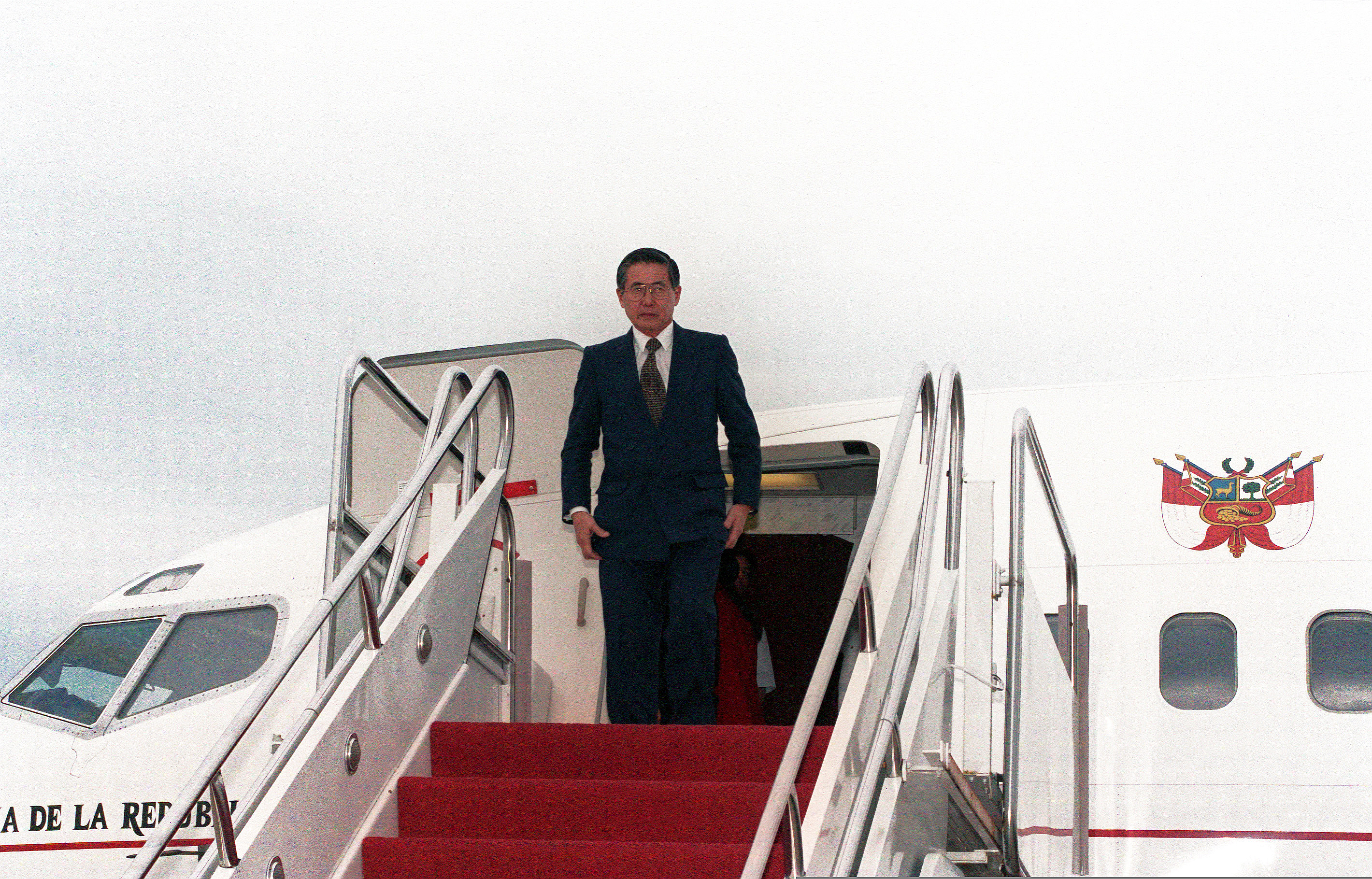
Fujimori descendiendo del avión presidencial en octubre de 1998.

Un equipo de técnicos acompañó a Fujimori desde el final de la primera vuelta y durante el período de transición con el fin de asesorar en materia económica, al que la prensa le denominó el grupo de los siete samuráis conformado por Santiago Roca, Adolfo Figueroa, Óscar Ugarteche, Esteban Hnylicza, Guillermo Runciman, Fernando Villarán de la Puente y Martha Rodríguez. Este grupo fue reemplazado por nuevos asesores más ortodoxos como Hernando de Soto, Carlos Rodríguez Pastor Mendoza, Carlos Boloña Behr y finalmente Juan Carlos Hurtado Miller.
Alberto Fujimori, a diferencia de Mario Vargas Llosa, había negado la implementación de un shock económico durante su candidatura, sin embargo, a los 9 días de la toma de poder el 28 de julio de 1990; el gobierno tuvo que seguir las recomendaciones del Fondo Monetario Internacional. Es por ello que, el 8 de agosto de 1990, el presidente del Consejo de Ministros y ministro de Economía, Juan Carlos Hurtado Miller salió en cadena nacional anunciando una reestructuración de precios, que sería conocida como el «fujishock». Esta medida del gobierno permitió controlar la inflación, pero provocó la devaluación de los salarios de la mayoría de la población. Era la primera de muchas reformas de tendencias liberales y algunas de capitalismo clientelista, que ocasionaron la eliminación del control de precios y el posterior cambio de moneda al nuevo sol (el cual reemplazaría al inti, con una equivalencia de un millón de intis por cada nuevo sol).

Como resultado de la aplicación firme y sostenida de un programa que ahora iniciamos, los precios en diciembre solo serán marginalmente más altos que los de noviembre y no como ahora que se multiplican semana a semana. [...] Es así que la lata de leche evaporada que hoy costaba en la calle 120 000 intis, costará a partir de mañana 330 000 intis. El kilo de azúcar blanca que solo se conseguía a 150 000 intis, costará a partir de mañana 300 000 intis. El pan francés que esta tarde costaba 9000 intis, costará a partir de mañana 25 000 intis. [...] Pocas veces en el Perú o en cualquier parte del mundo se ha requerido de todos un sacrificio tan grande como el que necesita el Perú. Hay que cursar un periodo corto, de unos pocos meses, en el que antes de estar mejor nos vamos a sentir peor. Es el precio que tenemos que pagar por lo ocurrido en los últimos años. [...] El Perú tiene futuro. [...] Que Dios nos ayude, que Dios nos ayude.
Juan Carlos Hurtado Miller
Presidente del Consejo de Ministros
Mensaje a la Nación del 8 de agosto de 1990

A partir del ajuste económico de agosto de 1990 se redefinieron las funciones del Estado y el mercado asumió un nuevo y fundamental papel en la economía de Perú, siguiendo con las recomendaciones del Consenso de Washington, que proponía una reforma tributaria, una rigurosa disciplina fiscal, la firme liberalización financiera y comercial, el establecimiento de un tipo de cambio competitivo, la privatización de empresas, la eliminación de las barreras a las inversiones extranjeras directas, entre otras.
Si bien llegó a estabilizar la vida económica y permitió la reinserción de Perú en el sistema financiero internacional, así como la privatización de las compañías del Estado, se redujo al mínimo la actividad sindical y aumentó la actividad económica informal. Por otro lado, la reducción del Estado y la liberalización de la economía nacional fomentaron la inversión extranjera. Como resultado, el FMI se contentó con las medidas de Perú y garantizó la financiación de préstamos para el Perú. La inflación comenzó a caer y empezó a llegar capital de inversión extranjera. En 1994 la economía peruana creció un 13 %.
La iniciativa de Fujimori relajó los controles de precios del sector privado, redujo drásticamente los subsidios gubernamentales y el empleo gubernamental, eliminó todos los controles cambiarios y también redujo las restricciones a la inversión, las importaciones y el capital. Los aranceles se simplificaron radicalmente, el salario mínimo se cuadruplicó inmediatamente y el gobierno estableció un fondo de alivio de la pobreza de 400 millones de dólares.
Sin embargo, las privatizaciones que realizó la administración Fujimori no fueron liberales, sino, de capitalismo clientelista porque privatizó empresas con monopolios legales, como el caso de la venta de la Compañía Peruana de Teléfonos a la española Telefónica porque, en lugar de optar por la difusión masiva del capital (propiedad) a través de un accionariado difundido a los trabajadores, o a los ciudadanos, se prefirió vender las empresas estatales con un propósito únicamente fiscal de conseguir los mejores precios por sus acciones.
El balance social fue mucho menos positivo. Análisis más recientes han dicho que la descripción de los logros económicos de Fujimori como un «milagro peruano» fue exagerada y que la desigualdad en Perú persistió. La mayoría de la población no se ha beneficiado de los años de fuerte crecimiento, que en última instancia solo ampliará las desigualdades entre ricos y pobres. La tasa de pobreza se mantuvo en torno al 50 %, un nivel comparable al de Alan García al final de su mandato. Gran parte del dinero generado por las privatizaciones ha sido absorbido por la corrupción. En 2004, Transparencia Internacional calculó que Fujimori malversó seiscientos millones de dólares durante su gobierno y lo nombró uno de los diez exjefes de Estado más corruptos de los últimos veinte años.

##### Cierre del Congreso y ruptura constitucional
Si bien Fujimori había triunfado en las elecciones presidenciales de 1990, en la elección del Congreso de la República su partido Cambio 90 tuvo un desempeño bastante regular. Consiguió tan solo treinta y dos de las ciento ochenta curules en la Cámara de Diputados y catorce de sesenta y dos en la de Senadores, conformando la tercera fuerza en ambas cámaras, después del APRA y el FREDEMO. Debido a esto, la relación entre el gobierno y el parlamento estuvo marcada por la tensión y el enfrentamiento desde el inicio de la gestión. El equilibrio de poderes del Estado y la supervisión parlamentaria al Ejecutivo, principios propios de la democracia expresados en la Constitución de 1979, significaban una molestia en la perspectiva inmediatista y populista de Fujimori. Si bien el Congreso otorgó facultades legislativas al gobierno, la posterior revisión de los paquetes de decretos irritaba al presidente, que a su vez observaba las leyes que aprobaba el Legislativo. Aprovechando la gran crisis de popularidad que atravesaba tanto el Congreso, como la política tradicional en general, Fujimori dedica meses a reforzar el relato de que esta no eran más que un estorbo en búsqueda de solución a los problemas del país, especialmente la lucha contra la insurgencia, y empieza a planear en secreto el cierre del Congreso y el control absoluto del poder. La ruptura del orden constitucional se dio finalmente la noche del domingo 5 de abril de 1992, en lo que terminaría conociéndose como el autogolpe del 5 de abril. Fujimori emitió un mensaje a la Nación en el cual ordenaba disolver el Congreso de la República y suspender las actividades del Poder Judicial, mientras las Fuerzas Armadas se desplegaban en las diferentes ciudades, rodeando las sedes de las principales instituciones democráticas y las casas de opositores políticos, asaltando medios de comunicación y secuestrando personas, como el periodista Gustavo Gorriti. Paradójicamente, el autogolpe fue apoyado por una mayoría de la ciudadanía y al mismo tiempo significó el fin de la legitimidad democrática del gobierno de Fujimori, que se extendería por ocho años más.

Es cierto que la propia Constitución prevé los mecanismos para su modificación, pero es igualmente cierto que (...) (ello) vendría a significar que, casi al término del presente mandato, recién contaríamos con los instrumentos legales necesarios para la reconstrucción general del Perú. (...)

¿Cuál es la institución o mecanismo que permitiría realizar todos los cambios profundos que a su vez hagan posible el despegue del Perú? Sin lugar a dudas ni el Parlamento, ni el Poder Judicial son hoy por hoy agentes de cambio, sino más bien freno a la transformación y el progreso.

Como Presidente de la República, he constatado directamente todas estas anomalías y me he sentido en la responsabilidad de asumir una actitud de excepción para procurar aligerar el proceso de esta reconstrucción nacional, por lo que he decidido tomar las siguientes trascendentales medidas.

1. Disolver temporalmente el Congreso de la República, hasta la aprobación de una nueva estructura orgánica del Poder Legislativo, la que se aprobará mediante un plebiscito nacional.
2. Reorganizar totalmente el Poder Judicial, el Consejo Nacional de la Magistratura, el Tribunal de Garantías Constitucionales, y el Ministerio Público para una honesta y eficiente administración de justicia.
3. Reestructurar la Contraloría General de la República con el objeto de lograr una fiscalización adecuada y oportuna de la administración pública, que conduzca a sanciones drásticas a los responsables de la malversación de los recursos del Estado.
Alberto Fujimori Fujimori,
5 de abril de 1992.

El 13 de noviembre de 1992, el general de división EP Jaime Salinas Sedó lideró, junto con un grupo de militares del Ejército de Perú, un intento de contragolpe con el objetivo de restablecer el orden democrático. Cuando los militares se alzaron contra Fujimori, este buscó rápidamente refugio en la embajada de Japón y denunció la medida como un intento de asesinato. La acción fue controlada y sus líderes encarcelados.
Fujimori inició entonces un gobierno de facto al que se bautizó como Gobierno de Emergencia y Reconstrucción Nacional, que fue tildado como autoritario. Ese mismo año debido a presiones tanto internas como externas (principalmente de la OEA), convocó rápidamente a elecciones para un Congreso Constituyente Democrático que sancionaría tras ser aprobada en referéndum la Constitución de 1993, que trajo consigo cambios en el funcionamiento del Estado, dándole más poder al presidente y recortando los poderes del Congreso; además de reducir el poder fiscalizador del estado en diferentes áreas. Esta constitución fue aprobada mediante el referéndum de 1993 contando a favor el 52.24 % de los votos válidos.

##### Lucha contra el terrorismo y violaciones a los derechos humanos
En los inicios de su gobierno tuvo lugar una intensa campaña de atentados terroristas de la organización maoísta Sendero Luminoso (que en el campo empezaba a tener serios reveses en su guerra contra el Estado) y en menor medida, del movimiento guevarista MRTA. En Lima, la explosión de un coche bomba el 16 de julio de 1992 en la calle Tarata, —en el distrito de Miraflores— sería la acción más sangrienta que marcaría este periodo.
Se aplicó una nueva estrategia antisubversiva que centró el accionar de la DIRCOTE y de las FF.AA. en la captura los cabecillas de las organizaciones terroristas, dejando el combate armado y el patrullaje en manos de las DECAS (Comités de Defensa Civil Antisubversiva) bajo la ayuda del Ejército Peruano. Dándose así, un descenso significativo del accionar terrorista.
Hubo asimismo actos de violencia relacionados con la represión estatal y graves violaciones a los derechos humanos. En diciembre de 1991, ocurrió la masacre de Barrios Altos, en que fueron asesinadas quince personas; y en julio de 1992 tuvo lugar el asesinato de 9 alumnos y un profesor de la Universidad Nacional de Educación Enrique Guzmán y Valle (La Cantuta). Estas acciones fueron llevadas a cabo por el Grupo Colina, escuadrón de la muerte que funcionó durante aquellos años como un grupo paramilitar fundamentada en el combate contra posibles miembros de la organización terrorista Sendero Luminoso.
Las acciones de los Servicios de Inteligencia de la Marina, Ejército y Policía Nacional de Perú, combinadas con las autoorganizadas Milicias Rurales de la Sierra —llamadas comúnmente Ronderos— a quienes se les adiestró y equipó militarmente, consiguieron dar golpes cada vez más duros al terrorismo. En julio de 1992, se logró la captura de Víctor Polay Campos, líder del MRTA. El 12 de septiembre, se asestó el golpe decisivo al terrorismo. En esa fecha el GEIN, grupo especial de la Dirección Nacional contra el Terrorismo (DINCOTE), dirigida por el coronel PNP Ketín Vidal, logró capturar pacíficamente a Abimael Guzmán, líder del grupo terrorista Sendero Luminoso, quien pretendía establecer un régimen maoísta en Perú, junto con varios miembros del Comité Central de la organización. 
La captura соincidió con la jornada de pesca del presidente Fujimori, quien se enteró de la noticia con retraso. Tras esto, Sendero Luminoso entró en un franco retroceso y en pocos años había quedado reducido a unas pocas columnas localizadas en la selva alta peruana, sin representar ninguna amenaza importante. De esta forma se puso fin a una década de terrorismo de dicha organización.
Al respecto, la Comisión de la Verdad y Reconciliación menciona en sus «Conclusiones generales»:

50. La CVR constata que a partir de 1985 las fuerzas policiales llegaron a tener un conocimiento más acertado de la organización y formas de acción de los grupos subversivos, hasta que el trabajo de inteligencia operativa de la DINCOTE (antes DIRCOTE) logró las impecables capturas de los principales dirigentes subversivos. Destacan entre ellos las de Víctor Polay Campos, del MRTA, el 9 de junio de 1992, y la de Abimael Guzmán Reinoso, del PCP-SL, el 12 de septiembre del mismo año. Estas capturas constituyeron un factor fundamental para conseguir la derrota estratégica de la subversión y el terrorismo.

100. La CVR ha constatado que, a partir de 1992, la nueva estrategia contrasubversiva puso énfasis en la eliminación selectiva de las organizaciones político-administrativas (OPA) de los grupos subversivos. Vinculado a Vladimiro Montesinos actuó un escua-drón de la muerte denominado «Colina», responsable de asesinatos, desapariciones forzadas, y masacres con crueldad y ensañamiento. La CVR posee indicios razonables para afirmar que el presidente Alberto Fujimori, su asesor Vladimiro Montesinos y altos funcionarios del SIN tienen responsabilidad penal por los asesinatos, desaparicio-nes forzadas y masacres perpetradas por el escuadrón de la muerte denominado «Colina».
CVR - Conclusiones generales

##### Reelección
Debido a que la nueva Constitución Política permitía la reelección presidencial; Fujimori pudo presentarse en las Elecciones Generales de 1995, siendo reelecto con el 64 % de los votos al vencer al exsecretario General de las Naciones Unidas Javier Pérez de Cuéllar.

#### Segundo gobierno (1995-2000)

##### Ley de Amnistía
En junio de 1995, tras haber sido reelegido mayoritariamente, Fujimori promulgó una ley de amnistía dada por el Congreso Constituyente Democrático de mayoría fujimorista. Tal ley cerró todos los juicios e investigaciones en curso y futuras sobre violaciones a los derechos humanos cometidas por los agentes estatales durante el periodo de violencia. La amnistía incluyó, asimismo, a los agentes estatales envueltos en el reciente conflicto fronterizo con el Ecuador, por una parte, y, por otra, a los generales que al mando de Jaime Salinas Sedó intentaron restablecer el orden constitucional de 1979 el 13 de noviembre de 1992. El cumplimiento de la ley permitió la liberación de Santiago Martín Rivas y otros miembros del Grupo Colina.

EL PRESIDENTE DE LA REPÚBLICA POR CUANTO:

El Congreso Constituyente Democrático ha dado la Ley siguiente:
Artículo 1o.- Concédase amnistía general al personal Militar, Policial o Civil, cualquiera que fuese su situación Militar o Policial o Funcional correspondiente, que se encuentre denunciado, investigado, encausado, procesado o condenado por delitos comunes y militares en los Fueros Común o Privativo Militar, respectivamente, por todos los hechos derivados u originados con ocasión o como consecuencia de la lucha contra el terrorismo y que pudieran haber sido cometidos en forma individual o en grupo desde Mayo de 1980 hasta la fecha de la promulgación de la presente Ley. [...]
Artículo 6o.- Los hechos o delitos comprendidos en la presente amnistía, así como los sobreseimientos definitivos y las absoluciones, no son susceptibles de investigación, pesquisa o sumario; quedando, todos los casos judiacles, en trámite o en ejecución, archivados definitivamente. [...]
Mando se publique y cumpla.
Dado en la Casa de Gobierno, en Lima, a los catorce días del mes de junio de mil novecientos noventa y cinco.
ALBERTO FUJIMORI FUJIMORI

Presidente Constitucional de la República
Ley N° 26479

La ley 26479, junto a la complementaria ley 26492, fueron dejadas sin efecto años después en sentencia vinculante de la Corte Interamericana de Derechos Humanos.

##### Política anticonceptiva
En 1995, el presidente Fujimori declaró que quería reducir la pobreza extrema en un 50 % para el año 2000. Anunció el Programa Nacional de Planificación Familiar al año siguiente, que decía que «se proporcionarían métodos anticonceptivos seguros de forma gratuita». Sin embargo, el programa se alejó del concepto original. Se han realizado muchas intervenciones quirúrgicas a mujeres sin su consentimiento. Se calcula que solo un 30 % de ellas contaban con el consentimiento previo. Esto resultaba especialmente inaceptable en zonas con poblaciones de bajos ingresos, como los Andes y la Amazonia. Se fijaron objetivos numéricos y se impusieron cuotas del 66 % y el 38 % a los médicos de los estados de Amazonas y Ancash, respectivamente, para realizar las cirugías. Al menos trescientas mil peruanas fueron víctimas de la esterilización forzada en la década de 1990, la mayoría de ellos afectados por el Programa Nacional de Salud Reproductiva y Planificación Familiar (PNSRPF).
Estos fondos procedían principalmente de la Agencia de los Estados Unidos para el Desarrollo Internacional (USAID) y del Fondo de Población de las Naciones Unidas (UNFPA), pero la Fundación Nippon, de la que Ayako Sono era entonces presidenta, también apoyó el plan.

##### Ley de Interpretación Auténtica
En el año 1996, Fujimori inició maniobras ilegales para presentarse por tercera vez como candidato, desatando la controversia política en torno a la Constitución al promulgar una ley denominada de Interpretación Auténtica de la Constitución, en la que se facultaba a sí mismo para presentarse por tercera vez a la presidencia. El argumento de esta ley señalaba que si bien el artículo 112.º indicaba que el presidente puede ser reelegido solo para un periodo inmediato o después de transcurrido otro período constitucional, la elección de Fujimori el año 1990 no contaba porque no se encontraba vigente la Constitución de 1993 sino la de 1979. En ese sentido, Fujimori argumentó que solo se había presentado como candidato una vez (1995), por lo que en el año 2000 se daría su segunda postulación.

«Interprétase de modo auténtico, que la reelección a que se refiere el Artículo 112o. de la Constitución, está referida y condicionada a los mandatos presidenciales iniciados con posterioridad a la fecha de promulgación del referido texto constitucional. En consecuencia, interprétase auténticamente, que en el cómputo no se tiene en cuenta retroactivamente, los períodos presidenciales iniciados antes de la vigencia de la Constitución».
Ley n.º 26657

Por otro lado, sectores críticos con la ley hicieron notar que precisamente como argumentaban los redactores de la ley, el mandato de Fujimori iniciado en 1990 ocurrió cuando se encontraba vigente la Constitución de 1979, la cual no permitía una reelección inmediata. Por tanto su segundo periodo solo podría justificarse asumiendo que la Constitución de 1993 (que permitía dos periodos consecutivos) se aplicaba al mandato presidencial iniciado en 1990.
El Tribunal Constitucional, dividido ante esta controversia, intentó sancionar acerca de la constitucionalidad de esta ley. En enero de 1997, el Tribunal finalmente declaró inaplicable la ley:

De la simple comparación de los artículos 112º de la Constitución vigente y 205º de la anterior, se desprende que:
a) La Constitución anterior prohibía la reelección presidencial inmediata;
b) La Constitución actual la permite, por una sola vez, debiendo transcurrir un período para que el Presidente reelecto pueda postular nuevamente; y
c) La actual Constitución reguló y rigió la función presidencial del Jefe de Estado durante su primer período, desde el 31 de diciembre de 1993 hasta julio de 1995, y también regula y rige la función presidencial del segundo período, iniciado el 28 de julio de 1995.
El texto del artículo 112º de la Constitución no ofrece duda alguna, en relación a lo que el Constituyente de mil novecientos noventidós expresó con este dispositivo, esto es, que ningún Presidente Constitucional desempeñe el poder político, de modo legítimo, por más de diez años consecutivos (cinco correspondientes a la elección, y los cinco posteriores, a la reelección), no pudiéndose por vía diferente a la reforma constitucional, cuyo procedimiento está expresamente establecido en la vigente Carta Política, modificar tal precepto. [...]

[...] este Tribunal, en cumplimiento del artículo 138º de la Carta Política, y con arreglo al artículo 4º de su Ley Orgánica que lo faculta a resolver y adoptar acuerdos por mayoría simple de votos, salvo casos especiales, concordante con las Disposiciones Generales Primera y Segunda del mismo cuerpo legal, se ve obligado a declarar, en aplicación de las imperativas reglas del «control difuso» que todo órgano jurisdiccional se encuentra en el inexcusable deber de emplear en el ejercicio de sus funciones, INAPLICABLE la norma impugnada en la demanda;
TRIBUNAL CONSTITUCIONAL
Sentencia del 3 de enero de 1997

Este hecho motivó que el Congreso de la República, de mayoría fujimorista, destituyera a tres de sus miembros, acabando con cualquier vestigio de independencia en el sistema de justicia peruano. Estas circunstancias determinaron el inicio de protestas estudiantiles, sindicales, y de numerosos grupos de la sociedad civil.

##### La crisis de los rehenes

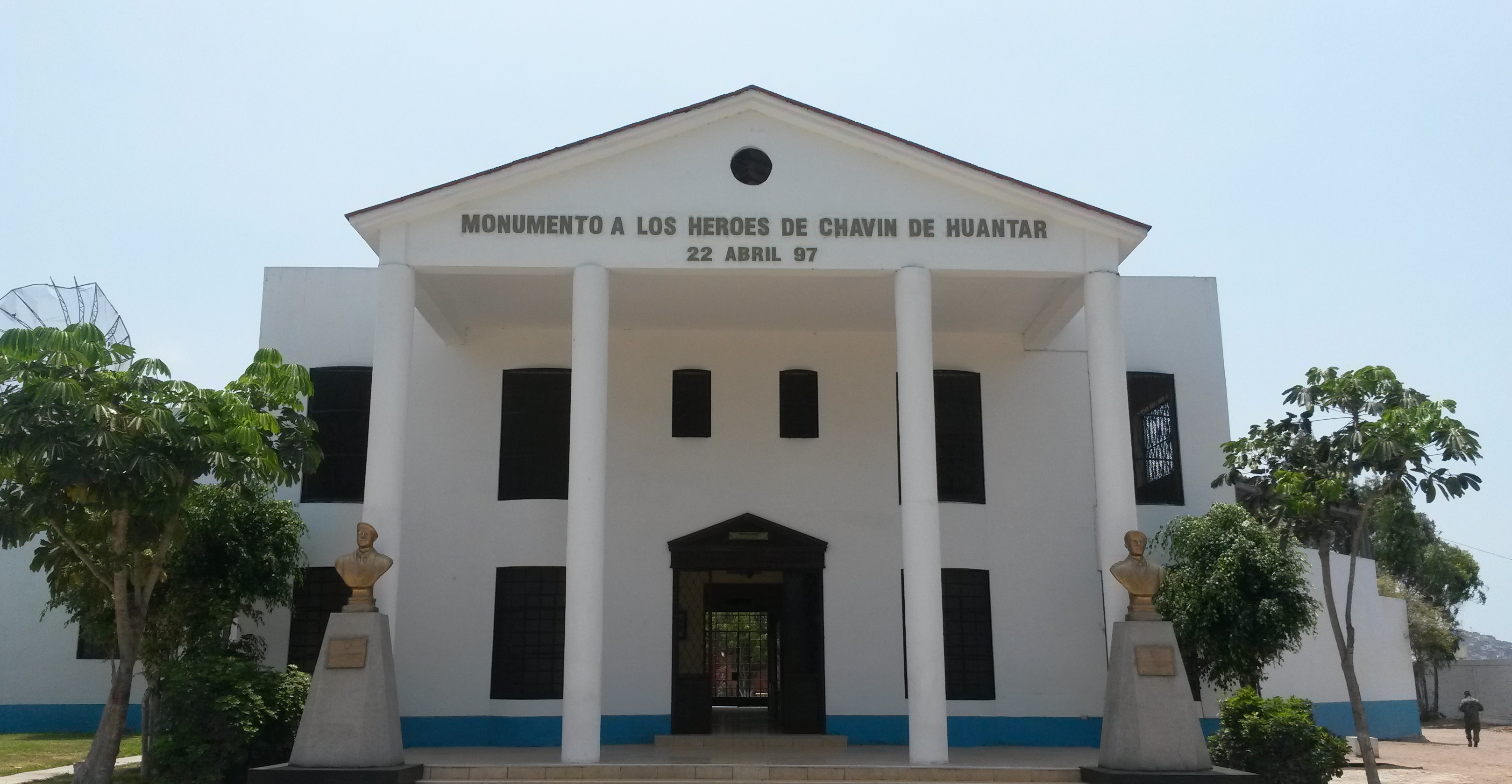
Réplica de la residencia del embajador de Japón en Lima.

A partir de diciembre de 1996, Fujimori se enfrentó la llamada crisis de los rehenes, que sería la última gran acción terrorista que vivió el Perú. El 17 de diciembre de 1996, catorce integrantes del Movimiento Revolucionario Túpac Amaru (MRTA), liderados por el ex sindicalista Néstor Cerpa Cartolini tomaron como rehenes a unas ochocientas personas pertenecientes a la jerarquía política, social y económica peruana en la residencia del embajador de Japón en Perú.
La crisis suscitó en los meses sucesivos la atención internacional. Los secuestradores denunciaron la grave situación de violaciones a los derechos humanos en la cárceles peruanas y exigían la liberación de varios presos del MRTA. La Santa Sede envió como negociador a Juan Luis Cipriani Thorne, a la sazón arzobispo de Ayacucho, y se consiguió la liberación de la mayoría de los rehenes, quedando solamente 72 de ellos en cautiverio. La Cruz Roja Internacional fue aceptada por los miembros del MRTA como organización competente para garantizar la alimentación y los cuidados de salud de los rehenes.
La crisis finalizó en abril de 1997, cuando en una acción sorpresiva, mediante una operación militar fueron liberados 71 de los 72 rehenes que todavía se mantenían cautivos. La acción militar denominada Chavín de Huántar, se organizó en secreto e implicó el acceso a la residencia del embajador japonés por túneles subterráneos especialmente construidos. Los sucesos fueron transmitidos desde sus inicios en vivo y en directo en el Perú y en varios países del mundo vía CNN y otras cadenas de televisión extranjeras. En la operación se informó que habían muerto dos comandos, un rehén y los catorce terroristas. Fujimori usó el éxito de la operación para consolidar su apoyo entre la población en un momento en que comenzaban a aparecer crecientes denuncias de corrupción y debilitamiento.

##### Control de los medios de comunicación
Desde 1992, se le acusa de iniciar una intervención en los canales de televisión y periódicos para obtener el apoyo de éstos para su gobierno y el ocultamiento de actos de corrupción. De esta forma se sobornó a la mayoría de los directores de los principales medios de comunicación del país, con lo que perdieron credibilidad al estar casi siempre favorables al régimen. A cargo de esta política estuvo el asesor de inteligencia Vladimiro Montesinos, quien sería el hombre fuerte del gobierno desde la sombra.
Se denunciaron varios casos de amenazas e intimidaciones a periodistas. Los más críticos al gobierno, como César Hildebrandt, fueron despedidos e incluso se denunciaron planes para el asesinato de éstos, con el nombre de Plan Narval. En mayo de 1997 al ciudadano israelí nacionalizado peruano Baruch Ivcher, propietario del canal Frecuencia Latina -hasta entonces cercano al gobierno-, se le retiró la nacionalidad peruana (en 2007, la revista Caretas publicó evidencias de que este retiro de nacionalidad no era ilegal). Además Ivcher fue forzado a abandonar el país, por su oposición al cese de los miembros del Tribunal Constitucional.
También se le acusó de financiar a diarios pequeños (la denominada Prensa chicha), cuya característica principal era mostrar a los opositores al Fujimorato en sus portadas de forma burlesca.

##### Guerra y paz con Ecuador
Desde sus nacimientos como repúblicas independientes a principios del siglo XIX, y hasta el año de 1998, ambos países mostraron discrepancias sobre sus límites fronterizos en regiones comprendidas entre la cuenca del Amazonas y la cordillera de los Andes. Los problemas en la delimitación de fronteras con el Perú, Ecuador los recibió en herencia de la época en que pertenecía a la Gran Colombia, llegando a agudizarse en tres ocasiones (1941, 1981 y 1995) y desembocando en guerras generalmente cortas. El conflicto se convirtió durante siglo y medio en el principal factor que dificultó el fortalecimiento de las relaciones comerciales peruano-ecuatorianas. A inicios de 1995, se produjo un conflicto armado con el Ecuador por la región fronteriza nororiental conocida como Cordillera del Cóndor. En marzo, de ese año se firmó un alto el fuego en el palacio presidencial de Itamaraty en Brasilia. En los siguientes años se vivió una situación bastante tensa en las relaciones entre Perú y el Ecuador. Tras la llegada a la presidencia ecuatoriana de Jamil Mahuad en agosto de 1998, se iniciaron negociaciones con Ecuador para obtener una solución definitiva al conflicto. En octubre de 1998, se firmó el Acta de Brasilia, en la cual Ecuador y Perú aceptaron la fijación de la frontera en un tramo de 78 kilómetros en acuerdo a un dictamen de los garantes del Protocolo de Río de Janeiro. En un acto simbólico, Perú cedió al Ecuador como propiedad privada (es decir, sin ninguna soberanía) un kilómetro cuadrado de terreno donde se encuentra Tiwinza. El tratado trajo la oposición de varios miembros del gobierno y de la cúpula militar, que tuvo que ser reorganizada a raíz de esto. Asimismo, la oposición denunció un manejo manipulativo y poco sincero del conflicto con Ecuador.

##### Elecciones de 2000
A partir de finales de los años 1990, el gobierno de Fujimori enfrentó una creciente impopularidad mientras se descubrían numerosos casos de corrupción, volvían las dificultades económicas y se hacían patentes las intenciones de este de perpetuarse en el poder. En septiembre de 1998, el congreso (en el que los partidarios de Fujimori tenían la mayoría absoluta) desestimó el pedido de nulidad de la Ley de Interpretación Auténtica.
Fujimori se presentó como candidato para las elecciones generales de 2000 sin renunciar previamente a su investidura de presidente de la República. Tras una campaña proselitista empañada de acusaciones de fraude, y con el fondo musical de «El ritmo del Chino», tienen lugar en abril las elecciones, en las cuales surgió inesperadamente como segundo el economista Alejandro Toledo, líder del movimiento político Perú Posible, y que posteriormente aglutinaría en torno a sí a los grupos de la oposición.
Después de la primera vuelta, el opositor Alejandro Toledo anunció que desconocería los resultados ante «un proceso tan viciado y tan irregular» que no llevaran a la realización de una segunda vuelta. De la misma manera, la Organización de Estados Americanos (OEA), la asociación Transparencia y diversos embajadores europeos denunciaron los datos oficiales. El gobierno de los Estados Unidos, embajadores europeos y el representante de la OEA Eduardo Stein pidieron la realización de una segunda vuelta, a la vez que denunciaron irregularidades en el sistema de cómputo oficial. Las misiones de observación de Bélgica, Reino Unido y Países Bajos sostuvieron que la candidatura de Fujimori era inconstitucional, y que los recursos del Estado habían sido «abusivamente y a larga escala puestos al servicio de un candidato».
En la segunda vuelta, que tuvo lugar en mayo, resultó elegido Alberto Fujimori. A raíz de la victoria de Fujimori, sus detractores incitaron protestas y el 28 de julio, durante la toma de posesión de Fujimori, tuvo lugar la Marcha de los Cuatro Suyos dirigida por Alejandro Toledo. Durante la marcha, se denunció la infiltración de matones para desorganizarla y ocurrió el incendio de una sede del Banco de la Nación, en el cual murieron seis de sus empleados. Se especuló que el gobierno había ordenado iniciar el incendio, ya que las instalaciones se desplomaron por completo a pesar de ser de material noble, y en los enfrentamientos entre los vehículos policiales y los manifestantes no se dio la magnitud destructiva necesaria como para destruir un edificio al punto que quedó el del Banco de la Nación.

Un importante contingente de ciudadanos no coincide con nuestras propuestas. Eso es previsible en el juego democrático. Sin embargo, respetando esas opiniones discrepantes, tenemos que admitir que no existe ninguna democracia en el mundo en la que gobiernen las minorías, por muy respetables que éstas sean. Menos aún que gobiernen los no elegidos, o aquellos candidatos a congresistas que han obtenido un mínimo número de votos. Eso no existe en ninguna parte del mundo, menos en el Perú.
Alberto Fujimori Fujimori,
28 de julio de 2000.

#### Tercer gobierno (2000)

##### Vladivideos
Tiempo después de iniciar su tercer período en 2000 y a través de la compra de un vídeo por parte de grupos opositores, salieron a la luz el 14 de septiembre de ese año evidencias de los actos de corrupción efectuados durante su gobierno por Montesinos, su más cercano colaborador. Fue mediante vídeos de cámara oculta que Montesinos instalaba y en los que aparecía sobornando a miembros de otros partidos para que apoyaran a Fujimori. En ese momento estalló la última crisis de su gobierno; Fujimori dio un sorpresivo mensaje a la nación el 16 de septiembre, donde anunciaba la desactivación del SIN y la convocatoria a nuevas elecciones generales, tanto para la elección de un presidente como de un nuevo congreso de la República. En estas elecciones, señaló que no participaría activamente como candidato.

(...) Por ello, tras una profunda reflexión y objetiva evaluación de la coyuntura, he tomado la decisión: primero, de desactivar el Sistema de Inteligencia Nacional, y en segundo lugar de convocar, en el mediano plazo posible, a elecciones generales —medida esta última que espero sea acogida y entendida, en su real contexto por los organismos competentes—. En esas elecciones generales —de más está decirlo— no participará quien habla, sino todos aquellos que se sientan capaces de ejercer la primera magistratura o las funciones congresales.
Alberto Fujimori Fujimori,
16 de septiembre de 2000.

Fujimori cesó a Montesinos de su cargo formal como asesor, agradeciéndole por los servicios prestados, en un acto que provocó indignación en muchos ciudadanos. Además Fujimori entregó personalmente quince millones de dólares en efectivo a Montesinos como indemnización. Poco después, Montesinos viajó a Panamá buscando asilo político, que nunca fue concedido. El 23 de octubre regresó por sorpresa, lo que desató un nuevo escándalo. El 29 de octubre Montesinos volvía a salir furtivamente del país, a bordo del velero «Karisma», llegando a recalar finalmente en Venezuela en la clandestinidad.

##### Abandono del cargo
En medio de la presión política y la inestabilidad de su presidencia, Fujimori, en su condición de presidente de Perú, viajó el 13 de noviembre a la Cumbre del APEC en Brunéi. Al finalizar esta conferencia, se tenía previsto su paso por Kuala Lumpur para luego llegar a Tokio y desde allí emprender un viaje a Panamá para la X Cumbre Iberoamericana. Sin embargo Fujimori no se quedó a la clausura de la APEC y viajó hacia Singapur, mientras que en el Perú circulaban rumores de que Fujimori estaría pidiendo asilo político en Malasia, noticia que fue desmentida de inmediato por Palacio de Gobierno. Fujimori luego viajó a Tokio, en donde se hospedó en el lujoso hotel New Otani, además declaró a la Agence France-Presse que «no quiere ser un factor de perturbación» en el Perú.
Desde la capital nipona, remitió por fax al presidente del Congreso de la República, su renuncia formal a la Presidencia y luego envió un mensaje a sus partidarios, anunciándoles que renunciaba a la Presidencia del país:

He vuelto, entonces, a interrogarme sobre la conveniencia para el país de mi presencia y participación en este proceso de transición. Y he llegado a la conclusión de que debo renunciar, formalmente, a la Presidencia de la República, situación que contempla nuestra Constitución, para, de este modo, abrir paso a una etapa de definitiva distensión política que permita una transición ordenada y, algo no menos importante, preservar la solidez de nuestra economía.
Alberto Fujimori Fujimori,
19 de noviembre de 2000.

Luego del suceso, Fujimori permaneció en completo silencio ante la prensa.

##### Destitución por el Congreso
Ante lo insólito del hecho y los diversos escándalos descubiertos, el Congreso de la República decidió rechazar la renuncia (que por carecer de refrendación ministerial, era legalmente nula) y declarar vacante la Presidencia de la República aduciendo «incapacidad moral permanente» y lo inhabilitó para ejercer cualquier cargo público por un periodo de diez años.

Artículo 1°.- Declárase la permanente incapacidad moral del Presidente de la República, ciudadano Alberto Fujimori Fujimori, según lo establecido en el inciso 2) del artículo 113° de la Constitución Política del Perú.

Artículo 2°.- Declárase la vacancia de la Presidencia de la República, debiendo aplicarse las normas de sucesión establecidas por el artículo 115° de la Constitución Política del Perú.
Resolución Legislativa,
21 de noviembre de 2000.

De conformidad con el artículo 100° de la Constitución Política, y considerando la gravedad de los hechos denunciados contra el expresidente de la República, don Alberto Fujimori Fujimori y las evidentes infracciones constitucionales en que ha incurrido, se hace imperativo ejercer las atribuciones del Congreso de la República establecidas en el artículo 100° de la Carta Magna del Estado, para imponer sanción ejemplar, ha resuelto:

Inhabilitar a don Alberto Fujimori Fujimori, expresidente de la República, para el ejercicio de toda función pública por diez años.
Resolución Legislativa,
23 de febrero de 2001.

El procurador público especial representante del Ministerio de Justicia, José Ugaz, solicitó y obtuvo la congelación de las cuentas de Vladimiro Montesinos, otros exfuncionarios del gobierno y empresarios vinculados a estos, en el extranjero: ciento cuarenta millones de dólares en Suiza, sesenta y cuatro en las Islas Caimán, veinte en Estados Unidos y unos cuatro millones en otros países; así como dieciocho millones en el propio Perú; sin embargo, no se ha encontrado ninguna cuenta hasta el momento a nombre de Alberto Fujimori ni de sus familiares más cercanos.

## Después de su gobierno

### Exilio en Japón e inicio del proceso de extradición
Desde el momento de su renuncia y posterior destitución y hasta a su detención en Chile, Fujimori residió en el Japón, donde le fue reconocida la nacionalidad japonesa en su condición de hijo de padres japoneses. Una de las residencias correspondió a Ayako Sono.
El nuevo gobierno peruano, trasladó a Japón el pedido de las autoridades judiciales peruanas solicitando la extradición de Fujimori, pero el gobierno japonés protegió hasta el final al expresidente. Japón nunca se pronunció sobre la solicitud de extradición, a cargo de las autoridades peruanas; situación que se mantuvo hasta que Fujimori viajó a Chile. Sin embargo, pese a que Japón nunca se pronunció oficialmente, es conocido que la legislación japonesa prohíbe la extradición de sus ciudadanos a terceros países. La fiscal de la Nación, de ese entonces, Nelly Calderón Navarro insistió sobre la necesidad de que Japón extraditase a Fujimori y dijo que en caso contrario se recurriría a la Corte Penal Internacional.
En 2002, la Oficina Federal de Justicia de Berna (OFI) informó de que el procurador anticorrupción de Perú, Julio Arbizú, estuvo de gira en Berna para rastrear cuentas congeladas pertenecientes a personas políticamente expuestas a fondos del Fujimorismo y que fueron repatriadas a Lima. Durante los últimos quince años, se restituyeron un total de mil setecientos millones de francos suizos. En 2003 se realizó una solicitud de ayuda a los países miembros de la Unión Europea desde la XVI Conferencia Interparlamentaria UE-Latinoamérica. Posteriormente recibió el apoyo de la Oficina en Washington para Asuntos Latinoamericanos.
El canciller de Perú, el 14 de marzo de 2005, durante su intervención ante la Comisión de Derechos Humanos de la ONU, señaló: «El Gobierno de Perú reitera su invocación al Gobierno de Japón para que contribuya al acceso a la justicia, autorizando la extradición del expresidente Alberto Fujimori». Desde su impuesto autoexilio, Alberto Fujimori sostuvo que todo el proceso seguido en su contra se debía a una venganza política, con acusaciones basadas en relatos de terceros, que no han aportado pruebas objetivas en contra suya.
En 2005, tras negociaciones con los dirigentes de los partidos fujimoristas se concretó una nueva alianza entre Nueva Mayoría y Cambio 90 denominada Alianza por el Futuro e invita a participar al Movimiento Sí Cumple (ex Vamos Vecino), que no había podido inscribir la candidatura del propio Fujimori, con lo cual se entendió que presentar ambas candidaturas fue una estrategia para intentar una nueva candidatura de Fujimori a la presidencia de Perú. Finalmente quien representó al Fujimorismo, en las elecciones generales de 2006, fue la expresidenta del Congreso Martha Chávez, obteniendo casi un millón de votos a nivel nacional, equivalente al 10 % del total de los sufragios según los resultados de la ONPE. Dicha alianza también colocó a trece congresistas, siendo elegida la hija mayor de Fujimori, Keiko Fujimori congresista con la más alta votación de dicha elección.

### Viaje, detención y extradición desde Chile
El 6 de noviembre de 2005, Fujimori llegó a Santiago de Chile procedente de Tokio, a bordo de un vuelo privado. Había entrado en el país con pasaporte peruano, por lo que escogió utilizar la peruana como nacionalidad activa y la japonesa como nacionalidad pasiva. Pasaron unas horas en secreto en un hotel local. Al día siguiente fue detenido por orden de un ministro de la Corte Suprema chilena, que emitió un auto de detención previa contra él, luego de un requerimiento de la Embajada de Perú en Chile (causa Rol N.º 5646-2005).
Mientras tanto, en Lima, se convocó a un Consejo de Ministros urgente para evaluar la nueva situación presentada tan de improviso, que fue presidido por el presidente Alejandro Toledo, que tomó la decisión de enviar una comisión a la capital chilena, a fin de iniciar los trámites de extradición de Fujimori a Perú, para que fuese procesado por los delitos que se le imputaban entre los años 1990 y 2000.
Antes de su llegada a Chile, Fujimori habría pasado por Tijuana (México), pero no se le detuvo, lo que después condujo al despido del jefe de la sección de Interpol en Tijuana. Carlos Abascal, secretario de Gobernación (Interior) mexicano, explicó que había sido imposible detenerlo porque no había una orden de extradición por parte del gobierno peruano. Después se dijo que Fujimori había usado su pasaporte japonés, y que la orden emitida por la Interpol estaba basada en los datos contenidos en su pasaporte peruano. Lo mismo ocurrió con el Jefe de la Interpol en Perú, quien no respondió las llamadas de la Interpol chilena.
El proceso de extradición a Perú se inició formalmente el 6 de enero de 2006, mediante una solicitud presentada por la Embajada de Perú en Chile ante la Corte Suprema chilena. Tras su detención, a partir del 7 de noviembre de 2005 y hasta el 18 de mayo de 2006, Fujimori estuvo detenido en la Escuela de Gendarmería de Chile.
El 18 de mayo de 2006, la Corte Suprema de Chile otorgó la libertad bajo fianza a Fujimori, tras haber permanecido detenido más de medio año, aunque con una orden de arraigo que le impedía salir de territorio chileno mientras se desarrolle el procedimiento.
Mientras se esperaba el fallo sobre la extradición, Fujimori tenía la nacionalidad japonesa en calidad de pasiva y permaneció en una celda amplia que contaba con jardín. Fujimori recibió la visita de la empresaria japonesa Satomi Kataoka, con quien se casó en 2006 según un registro que se realizó de forma remota en Tokio. Por otro lado, aceptó postularse como candidato al Senado de Japón, por la agrupación política de extrema derecha llamada Kokumin Shintō (japonés: ‘nuevo partido del pueblo’). Las elecciones se realizaron el 29 de julio de 2007 y resultó un fracaso total para el candidato Fujimori, quien no obtuvo representación parlamentaria alguna.
El 11 de julio de 2007, el ministro de la Corte Suprema de Chile, y juez de la causa contra Fujimori, Orlando Álvarez, rechazó el pedido de extradición solicitado por el Estado peruano, basándose en que los delitos no estarían suficientemente acreditados. Ante ello, el Gobierno de Perú presentó un recurso de apelación ante la misma Corte Suprema, cuyo conocimiento y resolución corresponde a la sala penal (Rol N.º 3744‑2007). En agosto del mismo año, se decretó el arresto domiciliario, tras una petición de un representante de Perú.
En la mañana del 21 de septiembre de 2007, Alberto Chaigneau, presidente de la segunda sala (Sala Penal) de la Corte Suprema Chilena, anunció que se había acogido la solicitud de extradición de Fujimori, tras un mes desde los alegatos finales de las partes ante el tribunal. Chaigneau informó que siete de las trece acusaciones por delitos presentados contra Fujimori fueron aprobadas: cinco por casos de corrupción, cuya votación fue dividida y aprobada por mayoría; y dos por faltas a los derechos humanos (lesa humanidad), aprobados por unanimidad. La sentencia de la Corte Suprema de Chile, fechada el 21 de septiembre de 2007, consta de 212 páginas.

### Juicios en Perú
El 22 de septiembre de 2007, Alberto Fujimori es extraditado a Perú, por decisión de la Corte Suprema de Chile, para responder por diversas acusaciones ante la justicia peruana. El avión que lo transportó primero aterrizó a las 13:20 horas en Tacna, luego lo hizo a las 16:40 horas en la Base Aérea de Las Palmas de Surco, en Lima. Posteriormente fue trasladado y recluido en la Dirección de Operaciones Especiales (Diroes) de la Policía Nacional de Perú. Poco después se inició el primer juicio contra el acusado Fujimori, por el allanamiento ilegal, a fines de su gobierno, a la casa de su asesor Vladimiro Montesinos, que se hizo usurpando la autoridad del poder judicial.
El Ministro de Relaciones Exteriores de Perú, José Antonio García Belaúnde, aseguró que el Gobierno no se prestará a un espectáculo mediático mientras dure el juicio al que será sometido Alberto Fujimori.
El 10 de diciembre de 2007, se inició en Lima el juicio contra Alberto Fujimori por los sucesos denominados masacres de «Barrios Altos» (muerte de quince personas por parte de miembros del Grupo Colina, un escuadrón integrado por miembros del ejército que perpetraban ejecuciones extrajudiciales con conocimiento de Fujimori), y «La Cantuta» (secuestro y desaparición de nueve estudiantes y un profesor de la Universidad Nacional de Educación Enrique Guzmán y Valle).
El 11 de diciembre de 2007, la Sala Penal Especial, presidida por César San Martín Castro, condenó en primera instancia a Alberto Fujimori Fujimori a seis años de pena privativa de la libertad y dos años adicionales por el delito de usurpación de funciones y abuso de autoridad por haber participado en calidad de inductor en el allanamiento de la residencia de Trinidad Becerra (exesposa de Vladimiro Montesinos). De acuerdo con la sentencia el inculpado Fujimori no podrá ejercer ningún cargo público y deberá pagar una reparación de cuatrocientos mil soles. El 8 de abril de 2009, la Primera Sala Penal Transitoria de la Corte Suprema reafirmó la sentencia, desestimando el pedido que presentó el exmandatario para que se anule el fallo.
El 7 de abril de 2009, fue condenado a veinticinco años de pena privativa de la libertad como «autor mediato de la comisión de los delitos de homicidio calificado, asesinato bajo la circunstancia agravante de alevosía en agravio de los estudiantes de La Cantuta y el caso Barrios Altos». Asimismo, el Tribunal lo halló culpable por secuestro agravado, bajo la circunstancia agravante de trato cruel, en agravio del periodista Gustavo Gorriti y el empresario Samuel Dyer Ampudia. La Sala Penal Especial determinó que la condena hubiera vencido el 10 de febrero de 2032.
El 20 de julio de 2009, la Corte Suprema de Perú condenó a Fujimori a otros siete años y medio de cárcel al ser encontrado culpable de «peculado doloso, apropiación de fondos y falsedad ideológica en agravio del Estado». Fujimori admitió haber entregado quince millones de dólares a su exasesor Vladimiro Montesinos de fondos del Tesoro Público, aunque alegó que lo hizo para evitar que Montesinos diera un golpe de Estado y que el dinero fue posteriormente devuelto. Sin embargo al no poder probar el origen del dinero devuelto (cuyos billetes eran de diferente denominación) y ante la aparente apatía de Fujimori en evitar la fuga de Montesinos, la Corte determinó que Fujimori cometió otros dos hechos punibles: facilitar la fuga de Montesinos y devolver una cantidad inexplicable. La Sala descartó de plano las dos atenuantes de la defensa: la restitución tardía del monto y el soborno a Vladimiro Montesinos para desactivar un supuesto complot.
El 30 de septiembre de 2009, fue sentenciado a seis años de prisión por los casos de interceptación telefónica, pago a congresistas y compra de la línea editorial de medios de comunicación durante su régimen; el exgobernante fue encontrado culpable de los delitos contra la administración pública, peculado doloso en agravio del Estado, corrupción de funcionarios, cohecho activo genérico en agravio del Estado y contra la libertad, violación del secreto de las comunicaciones, interferencia o escucha telefónica. Así mismo, fue inhabilitado para ejercer cargo público alguno por dos años y disponer el pago de una reparación civil de 24'060'216 nuevos soles a favor del Estado. De igual manera, se ordenó que Fujimori abone tres millones de nuevos soles a cada uno de los 28 agraviados por el mismo concepto.
El 2 de enero de 2010, fue confirmada la sentencia a veinticinco años de prisión por violaciones de los derechos humanos.
A pesar de todas las acusaciones y condena en su contra, el 59 % de los peruanos de las zonas urbanas se mostró a favor de un indulto según una encuesta publicada en octubre de 2012, mientras que en otras realizadas al año siguiente el apoyo se reduce solo a un 40 %.
El 3 de mayo del 2016 el Tribunal Constitucional de Perú rechaza la nulidad de la condena de Alberto Fujimori. Alberto Fujimori seguirá en condena por 25 años, que le fue impuesta por responsabilidad en las matanzas de Barrios Altos y La Cantuta.
El 20 de febrero de 2018 la Sala Penal Nacional resolvió que no aplica la resolución que otorgaba el derecho de gracia por razones humanitarias a Fujimori. Por ello el expresidente debía afrontar el proceso por el Caso Pativilca con comparecencia simple.

### Indulto
El 24 de diciembre de 2017 a las 18:00 horas el entonces presidente de la República Pedro Pablo Kuczynski anunció la aceptación del pedido de indulto humanitario para la libertad de Fujimori. Sin embargo, el 3 de octubre de 2018 se determina que debe regresar a prisión para cumplir la totalidad de su pena. Finalmente el día 23 de enero de 2019 tras estar 113 días internado en una clínica local es conducido al penal.

#### Proyecto de ley y posible arresto domiciliario
Además de una apelación, tras la anulación del indulto que otorgó Kuczynski, el bloque de Kenji Fujimori del Parlamento presentó un proyecto de ley con el que se buscó la liberación anticipada para reos mayores de 80 años. Yeni Vilcatoma presentaría un proyecto de ley que propone que los adultos mayores, de 65 a 75 años, que hayan completado un tercio de sus sentencias puedan cumplir arresto domiciliario. El 12 de octubre de 2018 la mayoría fujimorista de Fuerza Popular en el Congreso peruano, de oposición al Gobierno de Martín Vizcarra, aprobó el proyecto.

#### Retorno a prisión
El 23 de enero de 2019, Fujimori fue trasladado nuevamente al penal Barbadillo, en el distrito de Ate, lugar en el que estuvo internado de 2007 a 2017 cumpliendo su condena antes de ser indultado. El expresidente recibió el alta de la Clínica Centenario luego de que una junta médica del Instituto de Medicina Legal lo evaluara y determinara que está estable y que puede recibir tratamiento para sus dolencias.

##### Intento de restitución del indulto de 2017
El 17 de marzo de 2022, fue liberado de su condena gracias al habeas corpus que presentó el abogado Gregorio Parco Alarcón y declarado fundado por el Tribunal Constitucional (TC). En el peritorio del TC se menciona:

1. El objeto de la demanda es que se declare nula la Resolución 10, de fecha 3 de octubre de 2018, expedida por el Juzgado Supremo de Investigación Preparatoria (Control de Convencionalidad) (f. 3), mediante la cual se declaró que carece de efectos jurídicos, el indulto por razones humanitarias otorgado a Alberto Fujimori Fujimori (Expediente 00006-2001-4-5001-SU-PE-01), y como consecuencia de ello, se disponga su inmediata libertad. Se alega la vulneración de los derechos a la libertad personal y a no ser sometido a tortura o tratos inhumanos o humillantes.
ㅤ
Tribunal Constitucional, basado en el texto peritorio de Gregorio Fernando Parco Alarcón.

Tres de los magistrados del TC, Ernesto Blume, José Luis Sardón y Augusto Ferrero Costa, votaron por declarar fundado el recurso de habeas corpus a favor de Fujimori. Otros tres de los magistrados se opusieron al indulto: Marianella Ledesma, Eloy Espinosa-Saldaña y Manuel Miranda. En su calidad de presidente del TC Augusto Ferrero ejerció el voto dirimente. El Tribunal Constitucional, con esa decisión, resolvió:

1. Declarar FUNDADA la demanda de habeas corpus.

2. Declarar NULAS la Resolución 10, de fecha 3 de octubre de 2018; la Resolución 46, de fecha 13 de febrero de 2019 y la Resolución 48, de fecha 13 de febrero de 2018, por encontrarse viciadas de incompetencia y vulnerar la debida motivación.
3. Restituir los efectos de la Resolución Suprema 281-2017-JUS, del 24 de diciembre de 2017.
4. Disponer la libertad inmediata del favorecido, Alberto Fujimori Fujimori. 
ㅤ
Tribunal Constitucional

El indulto ha sido cuestionado por un grupo de expertos de la Organización de las Naciones Unidas en derechos humanos, el César Landa, ministro de Relaciones Exteriores y expresidente del Tribunal Constitucional de Perú durante 2006 y 2008, el abogado Carlos Rivera, defensor legal de las víctimas de masacre de La Cantuta y masacre de Barrios Altos. A esto se añadió la falta de una disculpa pública hacia las víctimas. El 30 de marzo de 2022 la Corte Interamericana de Derechos Humanos (Corte IDH) solicitó al Gobierno de Pedro Castillo la suspensión de la sentencia del TC.

### Liberación
El 6 de diciembre del 2023, por disposición de una orden del Tribunal Constitucional del Perú emitida el día anterior, salió del penal Barbadillo, donde se va a quedar en el domicilio de su hija, Keiko Fujimori. El sistema penitenciario, a cargo del Poder Ejecutivo, decidió acatar la decisión del tribunal interno a pesar de haber sido notificado de una orden de «no implementar» emitida la misma noche del 5 de diciembre por el presidente de la Corte Interamericana de Derechos Humanos. En enero de 2024, un juez le prohibió salir de Perú por 9 meses.
Luego de su excarcelación, Alberto Fujimori reanudó sus actividades habituales e inició una campaña de rehabilitación de imagen en redes sociales. De particular relevancia es la elaboración por parte de Fujimori de un pódcast en el que narra sus experiencias durante su gobierno sin ofrecer autocrítica alguna al respecto. Este pódcast fue posteriormente adaptado para su difusión en redes como TikTok, donde ha acumulado más de 160 000 seguidores.
Por otro lado, el exprocurador Julio Arbizu expresó su preocupación, al considerar que su comportamiento no corresponde al esperado de un paciente en fase terminal, a pesar del pedido de su defensa para que se le otorguen los beneficios correspondientes. El periodista Marco Sifuentes compartió una foto donde aparece Fujimori sin cánula nasal ni balón de oxígeno, elementos que solía llevar en los juicios penales para justificar su estado de salud.
En 2024, el Congreso de la República (periodo 2021-2026) aprobó la ley que establece prescripción para crímenes de lesa humanidad cometidos o sancionados antes de 2002. Elio Riera, abogado del exjefe de Estado, confirmó que su patrocinado se acogerá a esa ley.

## Enfermedades y fallecimiento
Durante algunos años, Fujimori tuvo varios problemas de salud principalmente de carácter coronario y gastrointestinales. En los últimos años de su vida, Fujimori fue diagnosticado con cáncer de lengua. Su última aparición pública fue el 4 de septiembre de 2024 mientras era trasladado a un hospital para recibir terapias y una tomografía.
Alberto Fujimori falleció el 11 de septiembre de 2024 en su hogar del distrito de San Borja en la ciudad de Lima a los 86 años de edad. Su fallecimiento se produjo en la casa de su hija Keiko siendo posteriormente confirmado por medio de su cuenta de X (anteriormente Twitter). De acuerdo con su médico personal José Carlos Gutiérrez, Fujimori falleció debido a complicaciones derivadas de su tratamiento contra el cáncer de lengua. La presidenta de Perú, Dina Boluarte, declaró 3 días de luto en el país. Gutiérrez añadió que el 9 de septiembre fue cuando comenzó a presentar problemas para respirar y el 10 de septiembre fue cuando perdió la conciencia.
Durante las dos horas siguientes a su muerte, ningún presidente de América Latina publicó un comunicado. Posteriormente, el Gobierno de Japón, a través de su portavoz Yoshimasa Hayashi, ofreció sus condolencias, destacando la participación de Fujimori en la toma de la residencia del embajador japonés en Lima, pero reconociendo que «existen diversas opiniones sobre el hecho de que Fujimori fue condenado a prisión por violaciones de los derechos humanos».

## Sentencias condenatorias recibidas
Fue condenado por diversos delitos por el Poder Judicial del Perú. Inicialmente, Fujimori fue hallado culpable de allanamiento ilegal de morada en la vivienda de Trinidad Becerra, esposa de Vladimiro Montesinos, y condenado a seis años de privación de libertad. Luego, el 7 de abril de 2009, fue condenado a 25 años de prisión por su responsabilidad en los delitos de asesinato con alevosía, secuestro agravado y lesiones graves tras ser hallado culpable intelectual de las matanzas de Barrios Altos, en 1991, y La Cantuta, en 1992, cometidas por un escuadrón del ejército conocido como el Grupo Colina, así como del secuestro de un empresario y un periodista. Fujimori apeló la sentencia, pero fue ratificada en enero del 2010. Finalmente, el 20 de julio de 2009, Fujimori fue condenado a otros siete años y medio de cárcel al ser hallado culpable de peculado doloso, apropiación de fondos públicos y falsedad ideológica en agravio del Estado.
Por la masacre de la Cantuta y de Barrios Altos, la CTS de Vladimiro Montesinos, los congresistas tránsfugas, la compra de líneas editoriales, el allanamiento a Trinidad Becerra y por los diarios chichas.
Ha recibido en total cinco condenas, una de las cuales fue anulada por la Corte Suprema:
| Fecha      | Cargos | Hechos | Condena  |
| ---------- | --- | --- | -------- |
| 11/12/2007 | Usurpación de funciones (allanamiento ilegal) | En noviembre de 2000 Alberto Fujimori supervisó personalmente el allanamiento de la casa de Trinidad Becerra, exesposa de Vladimiro Montesinos, principal asesor del gobierno. | 6 años   |
| 07/04/2009 | Homicidio calificado, lesiones graves y secuestro agravado | Se confirmó a Fujimori como autor mediato de homicidio calificado con alevosía, lesiones graves y secuestro agravado correspondientes a los casos de las matanzas de La Cantuta, Barrios Altos, y el secuestro al periodista Gustavo Gorriti y al empresario Samuel Dyer Ampudia.  | 25 años  |
| 20/07/2009 | Peculado doloso por apropiación y falsedad ideológica en agravio del Estado.                                                                                   | Fujimori fue sentenciado por pagar una Compensación por Tiempo de Servicios (CTS) ilegal de 15 millones de dólares a su exasesor Vladimiro Montesinos. | 7.5 años |
| 30/09/2009 | Peculado doloso (mal uso de fondos públicos), violación del secreto de las comunicaciones (espionaje telefónico) y cohecho activo (corrupción de funcionarios) | Espionaje telefónico, la compra de medios de comunicación en el 2000 y la compra de congresistas tránsfugas. | 6 años   |
| 16/08/2016 | Peculado | La Sala Penal Permanente de la Corte Suprema decidió absolver de responsabilidad y anular la condena del expresidente Alberto Fujimori por el caso del desvío de fondos públicos para el financiamiento de medios de prensa dedicados a la difamación de opositores y periodistas. | Anulada  |

 Fue indultado y liberado de la cárcel el 6 de diciembre del 2023 a las 6:30 p. m., luego de más de 15 años de prisión.

## Obras escritas
- 2005: El peso de la verdad[203]
- 2021: La palabra del chino I: el intruso (escrito junto a Ricardo Rivera y Víctor Paredes Guerra)[204][205]
- 2022: La palabra del chino II: el inconforme[206]
- 2024: Chavín de Huántar: el rescate soñado[207][208]
- 2024: ¡Viva la paz!: balas y misiles se convirtieron en progreso y desarrollo para dos países hermanos[209][210]

## Documentales
- Desde principios del año 2000, un equipo de producción de la cadena Biography Channel llegó a Perú y realizó una serie de entrevistas a diversos personajes cercanos y estudiosos del régimen de Fujimori, entre los que se encontraba Chema Salcedo, Luis Jochamowitz, Juan Carlos Hurtado Miller, y el mismo presidente Fujimori, para realizar un recuento de su gobierno. El documental Alberto Fujimori. Tsunami Fujimori fue estrenado el 26 de mayo de 2002.
- En 2005, Ellen Perry publicó el documental The Fall of Fujimori (La caída de Fujimori), que fue estrenado a nivel nacional en el Perú y a nivel internacional en todo el mundo. Tuvo un gran éxito de crítica y fue aclamado a nivel mundial, y recibió una calificación de «Fresco» del 92 % en Rotten Tomatoes.
- En mayo del 2016 la productora audiovisual Bergman was right Films estrenó de forma gratuita el documental Su nombre es Fujimori, del director Fernando Vílchez, que muestra una retrospectiva del Fujimorato.[211][212] El estreno fue parte de la campaña opositora al fujimorismo durante las Elecciones Generales de 2016.

## En la ficción
En la película estadounidense de 1999 Pánico en la embajada, que se basa en la crisis de rehenes de la embajada japonesa de 1996, Robert Ito interpreta a Fujimori, pero bajo el nombre de Presidente Fujimoro.
También aparece como personaje en las películas basadas en hechos reales de Francisco Lombardi Ojos que no ven y Mariposa negra.